# Camp de Salzgitter-Drütte
Le camp de Salzgitter-Drütte est une unité de travail forcé dépendant du camp de concentration de Neuengamme, installé près de Salzgitter, au sud de Brunswick pour la production d’obus et de bombes dans les usines Hermann Göring.

## Historique
Ouvert dès octobre 1942, il est installé près de Salzgitter au sud de Brunswick pour la production d’obus et de bombes dans les usines d'Hermann Göring. Mi-1944, plus de 2 700 détenus travaillaient dans ce camp.
En septembre l'effectif atteindra environ 3 150 prisonniers. La plupart des prisonniers politiques étaient âgés de moins de 20 ans. Environ dix pour cent des prisonniers étaient malades. L'infirmerie, avec seulement soixante lits, était surpeuplée. Parfois deux prisonniers occupaient le même couchage. Le premier médecin est arrivé en 1943 seulement. Plus de 680 prisonniers sont morts dans ce camp de concentration des suites de maladie, des exécutions et des accidents.

## Commandants du camp
Le premier commandant du camp était le SS-Hauptsturmführer Hermann Florstedt avec le SS-Obersturmführer Anton Thumann qui est ensuite remplacé par le SS-Hauptsturmführer Heinrich Forster, puis par le premier lieutenant SS Arnold Strippel, responsable de l'entrepôt et par Herbert Rautenberg. En avril 1945, le SS-Obersturmführer Karl Wiedemann dirige le camp avec comme adjoint le SS-Obersturmführer Peter Wiehage.
Hermann Florstedt est arrêté le 15 avril 1945 pour cause de corruption et est exécuté par les SS à Buchenwald.
Anton Thumann est arrêté le 18 mars 1946 pour avoir participé à des crimes dans le camp de concentration de Neuengamme. Le 3 mai 1946, Thumann est condamné à mort par pendaison et le 8 octobre 1946 exécuté à la prison d'Hamelin.
Arnold Strippel entre dans la clandestinité après la fin de la guerre jusqu'en décembre 1948, date à laquelle il est reconnu par un ancien détenu de Buchenwald. Condamné à l'emprisonnement, il est libéré en 1969. Il meurt le 1er mai 1994 à Francfort-sur-le-Main.